# Xã Ridge, Quận Wyandot, Ohio
Xã Ridge (tiếng Anh: Ridge Township) là một xã thuộc quận Wyandot, tiểu bang Ohio, Hoa Kỳ. Năm 2010, dân số của xã này là 524 người.